# Hydrangeaceae
Hydrangeaceae је фамилија дикотиледоних биљака из реда Cornales. Обухвата 17 родова и 190 врста лијана, зељастих биљака и жбунова. Ареал фамилије обухвата Азију, Северну и Јужну Америку и делове јужне Европе. Поједине врсте ове фамилије узгајају се као украсне и парковске биљке (хортензија, лажни јасмин, дојција).

## Систематика
Фамилија Hydrangeaceae се дели на две потфамилије Hydrangeoideae и Jamesioideae. Поједини ботаничари издвајају трибус прве потфамилије у засебну фамилију, Philadelphaceae.
потфамилија 
трибус 
род 
род 
род 
род 
род 
род 
род 
род 
трибус 
род 
род 
род 
род 
род 
род 
потфамилија 
род 
род 